# Tobias Hübner
Tobias Hübner (* 5. April 1578 in Halle (Saale); † 5. Mai 1636 in Dessau) war ein deutscher Barockdichter und Literaturtheoretiker.
Hübners Wahl hoher Stoffe, die Verwendung hochbarocker Stilmittel und die Vermeidung von Fremdwörtern wurden bedeutend für die Herausbildung einer deutschen Barockliteratur.

## Leben
Hübner war der Sohn des anhaltischen Rats Tobias Hübner und dessen Ehefrau Benigna Schultz, der Tochter von Paulus Praetorius. Er war ein Vetter des Hofrats Joachim Hübner. Nach dem Besuch des Gymnasiums illustre in Zerbst immatrikulierte sich Hübner zum Sommersemester 1587 an der Universität Leipzig für das Fach Jura. Im Oktober 1596 wechselte er an die Universität Frankfurt (Oder) und am 7. August 1600 immatrikulierte er sich an der Universität Heidelberg, auch hier an der juristischen Fakultät.
Mitte 1601 ging Hübner für fast zwei Jahre nach Frankreich. Bei diesem Studienaufenthalt schloss er Freundschaft mit Burggraf Christoph von Dohna. 1603 war er wieder zurück und immatrikulierte sich an der Universität Jena. Nach Ende seines Studiums wurde Hübner auf Empfehlung Dohnas zum Hofmeister ernannt und begleitete in den Jahren 1608 bis 1610 Prinz Joachim Ernst von Anhalt-Dessau an die Universität Gent.
Weitere Aufenthalte waren Saumur und Paris. Zusammen mit seinem Schüler folgte Hübner Fürst Christian I. von Anhalt-Bernburg nach Jülich und später nach Amberg, wo Christian als kurpfälzischer Statthalter der Oberpfalz residierte. 1612 reisten beide weiter nach Ansbach und hielten sich dort bis 1613 am Hof von Markgraf Joachim Ernst von Brandenburg-Ansbach auf.  Aus dieser Zeit stammen die Turniercartelle, Hübners früheste Veröffentlichungen. Im Juni 1613 nahm er an der Heimführung der „Winterkönigin“ Elisabeth Stuart nach Heidelberg teil und veröffentlichte den prachtvollen Bildband Beschreibung der Reiß über dieses historische Ereignis.  Hier verwendet er erstmals den Alexandrinervers, den er in Frankreich kennengelernt hatte.
Ab September 1613 ist Hübner wieder in Dessau bezeugt. Etwa 6 Monate später avancierte er zum Geheimen Rat und wurde zum Erzieher der Prinzen Johann Kasimir von Anhalt-Dessau und Georg Aribert von Anhalt-Dessau berufen. Ein Jahr darauf, am 4. Juni 1614, wurde Hübner mittels eines kaiserlichen Adelsprivilegs in den Reichsadelsstand erhoben und heiratete im selben Jahr Margaretha von Lattorff
Ab 1618 fungierte er als Kammer- und Justizrat des Fürsten Johann Kasimir. Als solcher wurde er durch Fürst Ludwig I. von Anhalt-Köthen in die Fruchtbringende Gesellschaft aufgenommen.  Als Gesellschaftsname wurde ihm der Nutzbare und als Devise in Vielfältigkeit verliehen. Das ihm zugedachte Emblem zeigt ein Rübensaatstengel mit reifer Frucht (Brassica rapa ssp. oleifera DC.).  Im Köthener Gesellschaftsbuch findet sich Hübners Eintrag unter der Nr. 25. Dort ist auch das Reimgesetz verzeichnet, welches Hübner zum Dank für seine Aufnahme verfasste
Hilff herr, das meine Lauth, allein dein lob erklinge
Das mein daum, meine stimm her collerir, vnd singe
Nur deine wunderwerg, vnd weiter ia nichts mehr,
Da nimmer meinen mund, ich möge sonst aufmachen,
Das meine Zunge red auch nie Von andern sachen,
Alß von dir, Höchster Gott, Vnd deines nahmens ehr.:
Hübner übersetzte La septmaine ou creation du monde von Guillaume du Bartas. Hier steht Hübner noch ganz im Widerspruch zu Martin Opitz. Erst in seinem späteren Schaffen übernahm er die inzwischen allgemein anerkannten Regeln. Bemerkenswert ist hierbei, dass mit dieser Übersetzung bzw. Nachdichtung die Fruchtbringende Gesellschaft zum ersten Mal literarisch in Erscheinung trat.

## Werke (Auswahl)
- Beschreibung der Reiss...wie auch gehaltener Ritterspiel und Freudenfests.  Heidelberg 1613.
- Wilhelms v. Saluste Herrn Von Bartas Reimen-Gedichte genand Die Alt-Väter.  Cöthen: Fürstl. Druckerei 1619.
- Die Andere Woche Wilhelms von Saluste.  Cöthen: Fürstl. Druckerei 1622
- Die Erste und Andere Woche Wilhelms von Saluste. (Gesamtausgabe der Du Bartas-Übersetzung), postum hg. v. Fürst Ludwig von Anhalt-Köthen u. Diederich von dem Werder. Cöthen: Fürstl. Druckerei 1640.

## Werk- und Literaturverzeichnis
- Gerhard Dünnhaupt: „Tobias Hübner (1578-1636)“,  in: Personalbibliographien zu den Drucken des Barock, Bd. 3. Stuttgart: Hiersemann 1991, S. 2175–83. ISBN 3-7772-9105-6